# Anne Mette Iversen

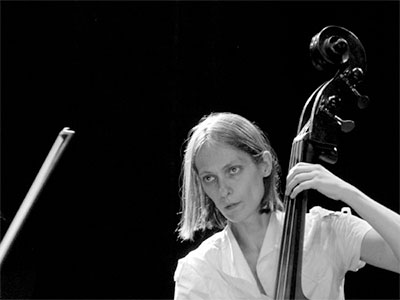
Anne Mette Iversen (2013)

Anne Mette Iversen (* 15. März 1972 in Århus) ist eine dänische Kontrabassistin und Komponistin des Modern Jazz.

## Leben und Wirken
Iversen wurde bis 1992 an der Kathedralschule ihrer Geburtsstadt ausgebildet, um dann bis 1994 am dortigen Konservatorium bei Knud E. Sørensen klassisches Klavier zu studieren. Dann wechselte sie zum Bass, um von 1995 bis 1998 bei Bo Stief und Niels Henning Ørsted Pedersen am Rytmisk Musikkonservatorium in Kopenhagen unterrichtet zu werden. Ein Aufbaustudium an The New School schloss sich 1998 an, das sie 2001 mit einem Bachelor in Jazz Performance absolvierte.
Iversen lebt seitdem in New York City, wo sie eigene Gruppen im Umfeld des Brooklyn Jazz Underground leitet. Mit Aki Takases April trat sie 2000 auf dem JazzFest Berlin auf. Unter eigenem Namen hat sie teilweise sehr ambitionierte Alben für Jazzmusiker und Streichquartett vorgelegt, dann aber auch (auf This Is My House, 2006) „geradlinigen Modern Jazz in bester Hardbop-Tradition“ gespielt. Zu ihrem AMI-Quartet gehören Saxofonist John Ellis, Pianist Danny Grissett und Schlagzeuger Otis Brown III.

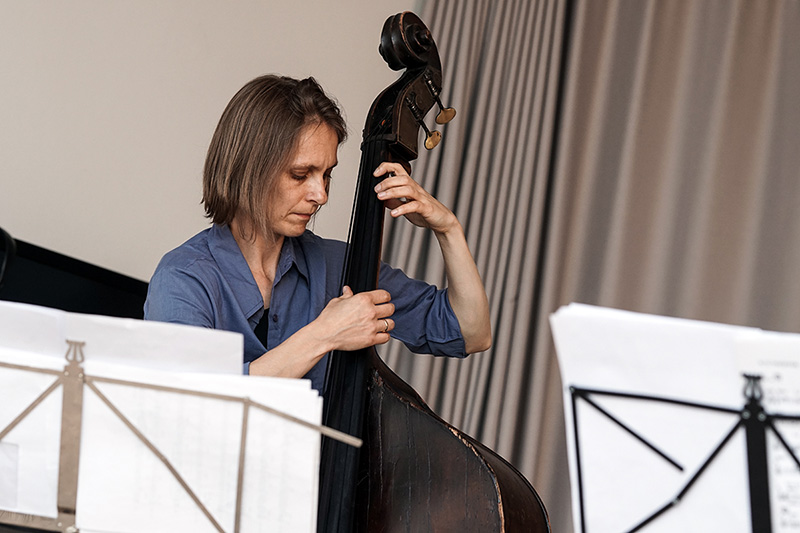
Anne Mette Iversen (2017)

## Diskographische Hinweise
- On the Other Side/På den anden side (mit Ingrid Jensen u. a., 2004)
- This Is My House (Anne Mette Iversen Quartet, 2006)
- Best of the West/Many Places (2 CDs, Anne Mette Iversen Quartet, 2008)
- Milo Songs (Anne Mette Iversen Quartet, 2011)
- Poetry of the Earth (2 CDs, 2012)[2]
- So Many Roads (Anne Mette Iversen's Double Life, 2014)
- Round Trip (Anne Mette Iversen Quartet +1, 2017)
- Ternion Quartet (Anne Mette Iversen's Ternion Quartet, 2017)
- Anne Mette Iversen & Norrbotten Big Band Everything in Between (2018)
- Invincible Nimbus (BJU, 2018), mit Geoffroy de Masure, Silke Eberhard, Roland Schneider
- Racing a Butterfly (BJU, 2020)